# Экономика Бухареста
Бухарест — развитый индустриализованный город в Румынии, его ВВП составляет около 21% ВВП страны. Здесь производится около четверти промышленной продукции, хотя население при этом составляет лишь 9% населения страны. Почти треть государственных налогов платят граждане и компании Бухареста. В 2009 году (по паритету покупательной способности) Бухарест имел  ВВП на душу населения, равный €26,100.  Это — 111% от средней величины в Европейском Союзе. ВВП более чем в два раза превышает средний ВВП по Румынии. Сильный экономический рост города привел к активизации инфраструктуры и к развитию многих торговых центров, современных жилых башен и высотных офисных зданий. В сентябре 2005 года в Бухаресте уровень безработицы составил 2,6%, что значительно ниже, чем национальный уровень безработицы, который составил 5,7%.
Экономика Бухареста в основном ориентирована на промышленность и услуги. Услуги, в частности, приобретают все большее значение в последние десять лет[когда?]. Город служит штаб-квартирой 186,000 фирм, в том числе почти всех крупных румынских компаний. Важным источником экономического роста с 2000 года в городе является недвижимость. Строительный бум привел к значительному росту в строительном секторе. Бухарест — крупнейший в Румынии центр информационных технологий и коммуникаций, является штаб-квартирой для нескольких компаний, занимающихся услугами доставки. Бухарестская фондовая биржа была объединена в декабре 2005 года с бухарестской электронной биржей (Rasdaq).
В городе есть ряд международных сетей супермаркетов, например, Ашан, Carrefour, Cora и METRO. В данный момент город переживает бум розничной торговли, большое количество супермаркетов и гипермаркетов строится каждый год.  Есть крупные торговые центры, например, AFI Cotroceni, Băneasa Shopping City, Bucharest Mall, Plaza Romania, City Mall, Mega Mall, Park Lake, Unirea Shopping Center. Однако, есть также большое количество традиционных рынков; рынок на площади Обор охватывает около десятка городских кварталов, и многочисленные большие магазины, которые официально не являются частью рынка, увеличивают площадь рынка в два раза.
В городе находятся головные офисы Air Bucharest и Blue Air.